# Бобровка (Шипуновський район)
Бобро́вка (рос. Бобровка) — село у складі Шипуновського району Алтайського краю, Росія. Адміністративний центр Бобровської сільської ради.

## Населення
Населення — 874 особи (2010; 945 у 2002).
Національний склад (станом на 2002 рік):
- росіяни — 92 %